# Siamotyrannus isanensis
Siamotyrannus isanensis es la única especie conocida del género extinto Siamotyrannus ("tirano de Siam") de dinosaurio terópodo metriacantosáurido, que vivió en el Cretácico inferior, hace aproximadamente entre 129 a 113 millones de años, desde el Barremiense al Aptiense, en lo que hoy es Asia. Los fósiles del Siamotyrannus consisten en una  pelvis y vértebras que se encontraron en Tailandia, en la Formación Sao Khua.

## Descubrimiento y denominación
En 1993, Somchai Traimwichanon encontró un esqueleto parcial de un gran terópodo en el sitio de Phu Wiang 9 en Khon Kaen. En 1996, Eric Buffetaut , Varavudh Suteethorn y Haiyan Tong nombraron y describieron la especie tipo Siamotyrannus isanensi . El nombre genérico se deriva del antiguo reino tailandés de Siam y  tyrannus del griego latinizado, que significa "tirano", en referencia a una presunta pertenencia a los Tyrannosauridae. El nombre específico se deriva del tailandés isan, "parte noreste", en referencia a la procedencia del noreste de Tailandia.
El holotipo, PW9-1, fue encontrado en la Formación Sao Khua, que se databa del Berriasiense al Barremiense. Incluye la mitad izquierda de la pelvis , cinco vértebras dorsales posteriores , el sacro con cinco sacrales y trece vértebras de la cola delanteras. En 1998, una tibia y algunos dientes individuales fueron referidos a la especie.

## Descripción
Siamotyrannus es un gran terópodo. Buffetaut estimó su longitud en 7 metross.  En 2010, Gregory S. Paul estimó la longitud en 6 metros y el peso en 500 kilogramos. Una posible autapomorfia, o rasgo derivado único, es la posesión de dos crestas verticales en el ilion. El segundo y tercer sacro están fuertemente aplanados transversalmente.

## Clasificación
Como lo indica su nombre, originalmente se pensó que era un tiranosauroide e incluso un tiranosáurido, aunque debido a la falta de algunas de las sinapomorfias tiranosáuridas primarias que definen a ese clado, su posición aquí no es segura. Algunos análisis han categorizado a Siamotyrannus como una primitivo carnosaurio en lugar de un tiranosauroide basal, y tiene varias características que pueden determinar que sea un alosáurido o un metriacantosáurido. En 2012, Matthew Carrano et al. encontraron que se clasificaría en Metriacanthosaurinae. Los estudios posteriores consideran que su clasificación es incierta dentro del grupo Avetheropoda, encontrando que se trataría de un alosauroide o bien de un celurosaurio primitivo. En su revisión de 2024 de las relaciones de los terópodos, Cau encontró que sería un tetanuro situado  por fuera del clado Orionides, siendo un pariente cercano de Siamraptor.